# Trsťany
Trsťany (1927–1948 slowakisch „Tršťany“ – bis 1927 „Trstenné“; ungarisch Füzérnádaska – bis 1907 Nádaska) ist eine Gemeinde im Osten der Slowakei mit 350 Einwohnern (Stand 31. Dezember 2024), die zum Okres Košice-okolie, einem Teil des Košický kraj, gehört und in der traditionellen Landschaft Abov liegt.

## Geographie
Die Gemeinde befindet sich im Talkessel Košická kotlina im Tal des Baches Trstianka im Einzugsgebiet der Olšava und somit des Hornád. Das Ortszentrum liegt auf einer Höhe von 250 m n.m. und ist 18 Kilometer von Košice entfernt (Straßenentfernung).
Nachbargemeinden sind Čižatice im Norden, Čakanovce im Nordosten, Bidovce im Osten, Ďurďošík im Süden und Rozhanovce im Westen.

## Geschichte

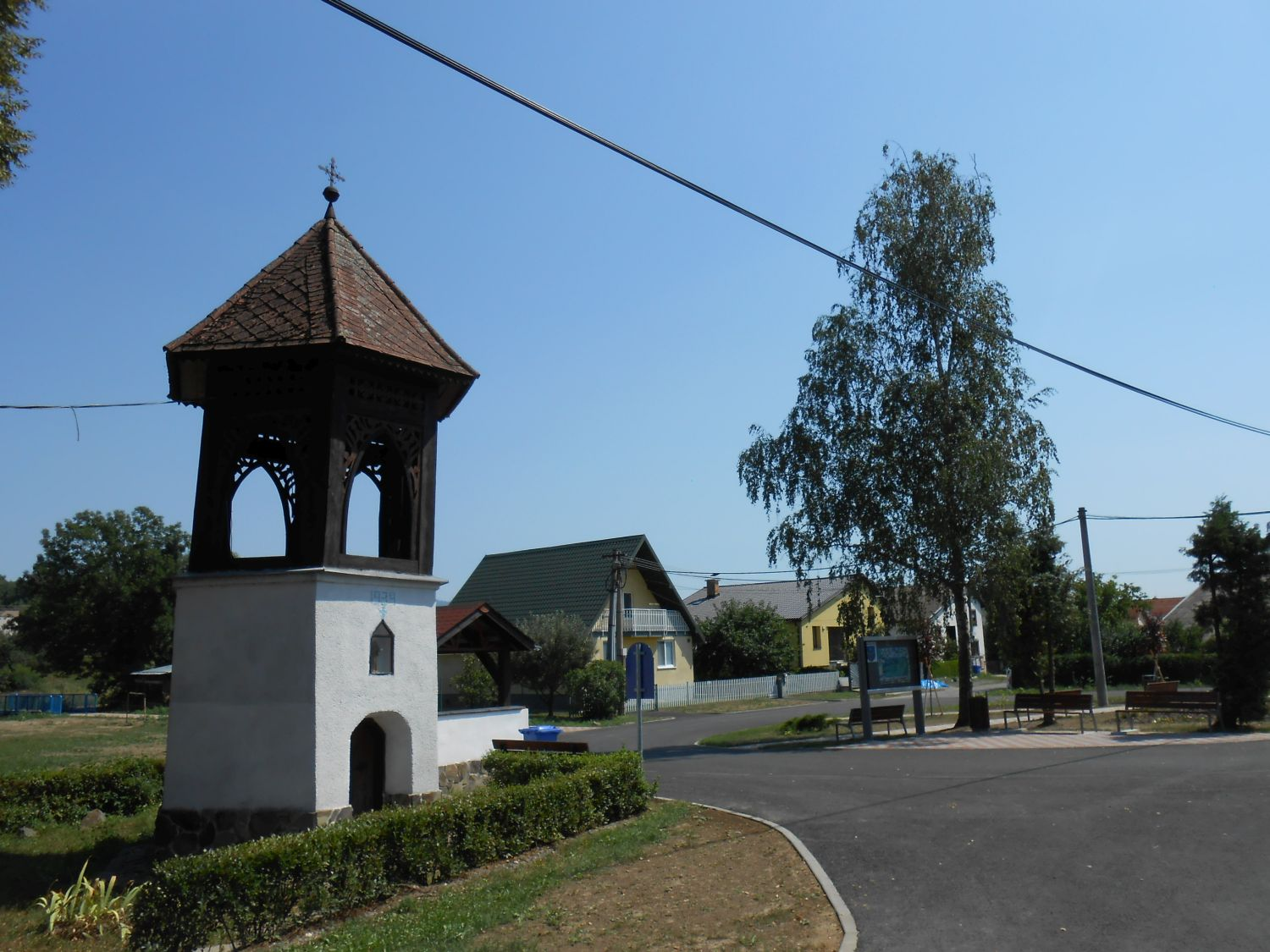
Glockenturm in der Ortsmitte

Trsťany wurde zum ersten Mal 1288 als Fel-Nadasd schriftlich erwähnt, weitere historische Bezeichnungen sind unter anderen Nadazd (1332), Kis-Nadasd (1427), Nadaska (1630) und Tresecžane (1773). Das Dorf lag in der Herrschaft von Trstené, 1387 kam es zum Herrschaftsgebiet der Burg Slanec. 1427 wurden 14 Porta verzeichnet, 1715 gab es drei Untermieter-Haushalte. 1722, als die Ortsgüter der Familie Palásthy gehörten, wohnten hier 14 Untertanenfamilien, 1828 zählte man 39 Häuser und 291 Einwohner, die als Landwirte beschäftigt waren.
Bis 1918/1919 gehörte der im Komitat Abaúj-Torna liegende Ort zum Königreich Ungarn und kam danach zur Tschechoslowakei beziehungsweise heute Slowakei.

## Bevölkerung
| Jahr                | 1994 | 2004    | 2014     | 2024     |
| ------------------- | ---- | ------- | -------- | -------- |
| Anzahl der Personen | 234  | 245     | 291      | 350      |
| Unterschied         |      | +4,70 % | +18,77 % | +20,27 % |

| Jahr                | 2023 | 2024    |
| ------------------- | ---- | ------- |
| Anzahl der Personen | 330  | 350     |
| Unterschied         |      | +6,06 % |

Gemäß der Volkszählung 2011 wohnten in Trsťany 260 Einwohner, davon 254 Slowaken und ein Tscheche. Fünf Einwohner machten keine Angabe zur Ethnie.
153 Einwohner bekannten sich zur römisch-katholischen Kirche, 53 Einwohner zur Evangelischen Kirche A. B., acht Einwohner zur griechisch-katholischen Kirche sowie jeweils ein Einwohner zur evangelisch-methodistischen Kirche, zur orthodoxen Kirche und zur reformierten Kirche. Ein Einwohner bekannte sich zu einer anderen Konfession, 27 Einwohner waren konfessionslos und bei 10 Einwohnern wurde die Konfession nicht ermittelt.

## Baudenkmäler
- Glockenturm aus dem Jahr 1934

## Verkehr
Nach Trsťany führt nur die Straße 3. Ordnung 3327 von Ďurďošík heraus.